# Erik Johnson
Pour les articles homonymes, voir Erik Johnson (homonymie) et Johnson.
Erik Johnson (né le  21 mars 1988 à Bloomington dans l'État de Minnesota aux États-Unis) est un joueur professionnel américain de hockey sur glace. Il évolue au poste de défenseur.

## Biographie

### Carrière en club
Johnson a été repêché au premier tour du repêchage d'entrée dans la LNH 2006 par les Blues de Saint-Louis en tant que tout premier choix du repêchage. Auparavant, il a commencé à jouer au hockey au sein de l'organisation pour le développement du hockey américain (US National Team Development Program).
Johnson est le premier défenseur sélectionné au premier rang depuis Chris Phillips et le quatrième américain choisi à ce rang après Rick DiPietro en 2000, Mike Modano en 1988 et Brian Lawton en 1983. Il n'a pas évolué avec les Blues de Saint-Louis pour la saison 2006-2007 de la LNH car il a choisi de s'aligner avec les Golden Gophers du Minnesota de l'Université du Minnesota.
Il signe son premier contrat professionnel avec les Blues en avril 2007 et commence sa carrière pour la saison 2007-2008. Au bout de son second match, il inscrit son premier but dans la LNH en marquant un but au gardien des Kings de Los Angeles, Jonathan Bernier. Lors d'une partie de golf en septembre 2008, Johnson se coince le pied entre l'accélérateur et le frein en voulant arrêter sa voiturette. Cette blessure au genou l'oblige à manquer la totalité de la saison 2008-2009. Le 19 février 2011, il est échangé avec Jay McClement et un choix du premier tour à l'Avalanche du Colorado en retour d'un choix du deuxième tour, Chris Stewart et Kevin Shattenkirk.
Il remporte la Coupe Stanley 2022 avec Colorado.

### Carrière internationale
Il joue pour les États-Unis au cours des compétitions suivantes :
- 2005 Championnat du monde des moins de 18 ans (médaille d'or).
- 2006 Championnat du monde junior (4e place) et championnat du monde des moins de 18 ans (médaille d'or)
- 2007 Championnat du monde junior (médaille de bronze). Il est nommé dans l'équipe type du tournoi et désigné meilleur défenseur de la compétition[3].

## Statistiques

### Statistiques en club
| Saison     | Équipe                      | Ligue      |     | Saison régulière | Saison régulière | Saison régulière | Saison régulière | Saison régulière |   | Séries éliminatoires | Séries éliminatoires | Séries éliminatoires | Séries éliminatoires | Séries éliminatoires |
| Saison     | Équipe                      | Ligue      | PJ  | B                | A                | Pts              | Pun              | PJ               | B | A                    | Pts                  | Pun                  |                      |                      |
| 2004-2005  | États-Unis                  | NAHL       | 36  | 7                | 9                | 16               | 12               | -                | - | -                    | -                    | -                    |                      |                      |
| 2005-2006  | États-Unis                  | NAHL       | 38  | 11               | 22               | 33               | 57               | -                | - | -                    | -                    | -                    |                      |                      |
| 2006-2007  | Golden Gophers du Minnesota | NCAA       | 39  | 4                | 20               | 24               | 50               | -                | - | -                    | -                    | -                    |                      |                      |
| 2007-2008  | Blues de Saint-Louis        | LNH        | 69  | 5                | 28               | 33               | 28               | -                | - | -                    | -                    | -                    |                      |                      |
| 2007-2008  | Rivermen de Peoria          | LAH        | 1   | 0                | 0                | 0                | 2                | -                | - | -                    | -                    | -                    |                      |                      |
| 2009-2010  | Blues de Saint-Louis        | LNH        | 79  | 10               | 29               | 39               | 79               | -                | - | -                    | -                    | -                    |                      |                      |
| 2010-2011  | Blues de Saint-Louis        | LNH        | 55  | 5                | 14               | 19               | 37               | -                | - | -                    | -                    | -                    |                      |                      |
| 2010-2011  | Avalanche du Colorado       | LNH        | 22  | 3                | 7                | 10               | 19               | -                | - | -                    | -                    | -                    |                      |                      |
| 2011-2012  | Avalanche du Colorado       | LNH        | 73  | 4                | 22               | 26               | 26               | -                | - | -                    | -                    | -                    |                      |                      |
| 2012-2013  | Avalanche du Colorado       | LNH        | 31  | 0                | 4                | 4                | 18               | -                | - | -                    | -                    | -                    |                      |                      |
| 2013-2014  | Avalanche du Colorado       | LNH        | 80  | 9                | 30               | 39               | 61               | 7                | 1 | 1                    | 2                    | 2                    |                      |                      |
| 2014-2015  | Avalanche du Colorado       | LNH        | 47  | 12               | 11               | 23               | 33               | -                | - | -                    | -                    | -                    |                      |                      |
| 2015-2016  | Avalanche du Colorado       | LNH        | 73  | 11               | 16               | 27               | 50               | -                | - | -                    | -                    | -                    |                      |                      |
| 2016-2017  | Avalanche du Colorado       | LNH        | 46  | 2                | 15               | 17               | 9                | -                | - | -                    | -                    | -                    |                      |                      |
| 2017-2018  | Avalanche du Colorado       | LNH        | 62  | 9                | 16               | 25               | 58               | -                | - | -                    | -                    | -                    |                      |                      |
| 2018-2019  | Avalanche du Colorado       | LNH        | 80  | 7                | 18               | 25               | 38               | 12               | 2 | 1                    | 3                    | 4                    |                      |                      |
| 2019-2020  | Avalanche du Colorado       | LNH        | 59  | 3                | 13               | 16               | 20               | 9                | 0 | 2                    | 2                    | 0                    |                      |                      |
| 2020-2021  | Avalanche du Colorado       | LNH        | 4   | 0                | 1                | 1                | 2                | -                | - | -                    | -                    | -                    |                      |                      |
| 2021-2022  | Avalanche du Colorado       | LNH        | 77  | 8                | 17               | 25               | 24               | 20               | 1 | 4                    | 5                    | 4                    |                      |                      |
| 2022-2023  | Avalanche du Colorado       | LNH        | 63  | 0                | 8                | 8                | 12               | 7                | 1 | 0                    | 1                    | 0                    |                      |                      |
| 2023-2024  | Sabres de Buffalo           | LNH        | 50  | 3                | 0                | 3                | 24               | -                | - | -                    | -                    | -                    |                      |                      |
| 2023-2024  | Flyers de Philadelphie      | LNH        | 17  | 2                | 1                | 3                | 2                | -                | - | -                    | -                    | -                    |                      |                      |
| Totaux LNH | Totaux LNH                  | Totaux LNH | 920 | 88               | 249              | 337              | 514              | 55               | 5 | 8                    | 13                   | 10                   |                      |                      |

### Statistiques en équipe nationale
| Année | Équipe         | Compétition                  |    | PJ | B | A  | Pts | Pun | +/-                |  | Résultat |
| 2005  | États-Unis U18 | Championnat du monde -18 ans | 6  | 0  | 0 | 0  | 0   | +4  | Médaille d'or      |  |          |
| 2006  | États-Unis U20 | Championnat du monde junior  | 7  | 1  | 3 | 4  | 18  | +6  | 4e place           |  |          |
| 2006  | États-Unis U18 | Championnat du monde -18 ans | 6  | 4  | 6 | 10 | 27  | -4  | Médaille d'or      |  |          |
| 2007  | États-Unis U20 | Championnat du monde junior  | 7  | 4  | 6 | 10 | 16  | +3  | Médaille de bronze |  |          |
| 2007  | États-Unis     | Championnat du monde         | 7  | 0  | 2 | 2  | 4   | +2  | 5e place           |  |          |
| 2010  | États-Unis     | Jeux olympiques              | 6  | 1  | 0 | 0  | 4   | +3  | Médaille d'argent  |  |          |
| 2013  | États-Unis     | Championnat du monde         | 10 | 2  | 2 | 4  | 20  | +5  | Médaille de bronze |  |          |
| 2016  | États-Unis     | Coupe du monde               | 2  | 0  | 0 | 0  | 2   | -2  | 7e place           |  |          |

## Trophées et honneurs personnels

### Ligue nationale de hockey
- 2007-2008 : participe au Match des Jeunes Étoiles de la LNH
- 2014-2015 : invité au 60e Match des étoiles mais remplacé par Aaron Ekblad (raison : blessure au bas du corps)
- 2021-2022 : vainqueur de la Coupe Stanley avec l'Avalanche du Colorado